# Liste der Staatsoberhäupter 148
Übersicht
◄◄ | ◄ | 144 | 145 | 146 | 147 | Liste der Staatsoberhäupter 148 | 149 | 150 | 151 | 152 | ► | ►►

Weitere Ereignisse

## Afrika
- Aksumitisches Reich
  - König: s. Aksumitisches Reich

- Römisches Reich
  - Provincia Romana Aegyptus
    - Präfekt: Marcus Petronius Honoratus (147–148)

## Asien
- Armenien
  - König: Sohaimos (137–160)

- Charakene
  - König: Meredates (131–150/151)

- China
  - Kaiser: Han Huandi (146–168)

- Iberien (Kartlien)
  - König: Parsmen II. (135–185)

- Indien
  - Shatavahana
    - König: Vashishtiputra Pulumāyi II. (130–158)

- Japan (Legendäre Kaiser)
  - Kaiser: Seimu (131–191)

- Korea
  - Baekje
    - König: Gaeru (128–166)

  - Gaya
    - König: Suro (42–199?)

  - Goguryeo
    - König: Chadae (146–165)

  - Silla
    - König: Ilseong (134–154)

- Kuschana
  - König: Huvischka (140–183)

- Osrhoene
  - König: Ma'nu VIII. (139–163)

- Partherreich
  - Schah (Großkönig): Vologaeses IV. (147/148–191/192)

## Europa
- Bosporanisches Reich
  - König: Rhoimetalkes (132/133–153/154)

- Römisches Reich
  - Kaiser: Antoninus Pius (138–161)
    - Konsul: Publius Salvius Iulianus (148)
    - Konsul: Gaius Bellicius Calpurnius Torquatus (148)
    - Suffektkonsul: Saturius Firmus (148)
    - Suffektkonsul: Gaius Salvius Capito (148)
    - Suffektkonsul: Lucius Coelius Festus (148)
    - Suffektkonsul: Publius Orfidius Senecio (148)
    - Suffektkonsul: Gaius Fabius Agrippinus (148)
    - Suffektkonsul: Marcus Antonius Zeno (148)

  - Provincia Romana Britannia
    - Legat: Gnaeus Papirius Aelianus (144–148)